# United Nations Peacebuilding Fund
United Nations Peacebuilding Fund (PBF) je vícročný trustový fond na post-konfliktní budování míru, ktorý roku 2006 založil generální tajemník OSN na pokyn Valného shromáždění s počátečním cílem získat 250 milionů USD. 
Fond založili po zjištění, že pro úspěšné budování míru jsou důležité finanční prostrředky. Proto se fond soustředí na základní podporu v počátečních etapách mírového procesu. Podstatné principy jeho struktury:
- uznání národního charakteru mírových procesů
- působení jako katalyzátor na nastartování kritických mírových zámerů
- využití agentur OSN, fondů a programů na podporu implementace projektů národními entitami
- působení jako příspěvkový proces na státní úrovni.

Od založení v roce 2006 fond pomohl mírovým procesům v zemích jako Burundi, Sierra Leone, Pobřeží slonoviny, Středoafrická republika atd.